# Sinningia carangolensis
Sinningia carangolensis är en tvåhjärtbladig växtart som beskrevs av Chautems. Sinningia carangolensis ingår i släktet Sinningia och familjen Gesneriaceae. Inga underarter finns listade i Catalogue of Life.